# Guillermo Téllez

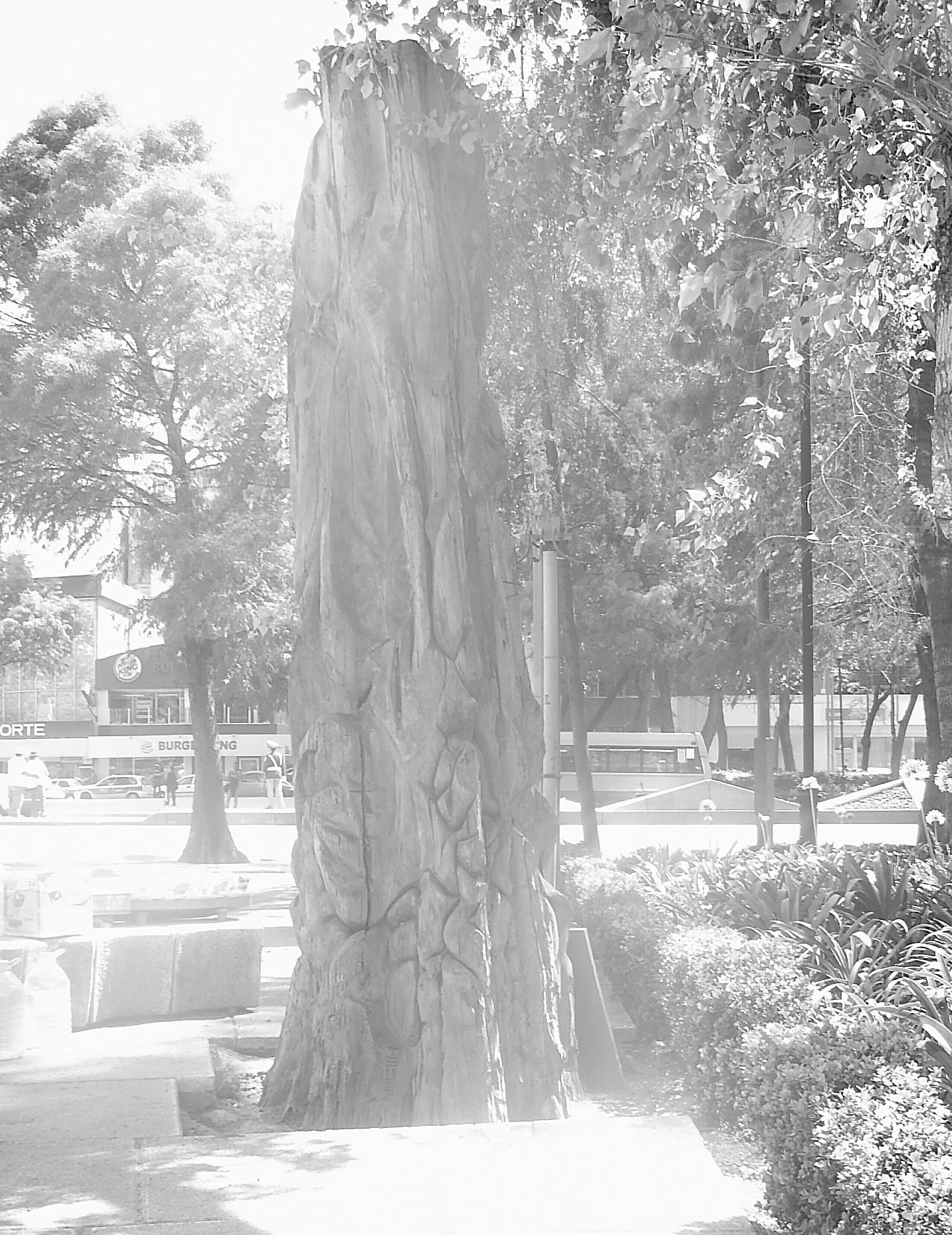
Talla del Árbol Seco por Guillermo Téllez, en el Paseo de la Reforma, Ciudad de México.

Guillermo Téllez Brun (Ciudad de México, 17 de mayo de 1944) es un pintor y escultor mexicano.
Es egresado de la Academia de San Carlos y miembro del Salón de la Plástica Mexicana. Ha incursionado en todos los géneros pictóricos y ha aportado a la creación de una plástica ambiciosa y explícitamente nacional mexicana.
Algunas de sus obras más reconocidas son las puertas del Palacio de Gobierno del Estado de Guerrero en la ciudad de Chilpancingo, la Talla del Árbol Seco de Reforma y las más de mil piezas que constituyen un bestiario fantástico de materiales reciclados que fueron donados al Museo de la Educación de la Ciudad de México.
Es padre de la escritora Artemisa Téllez y de la actriz Natalia Téllez. 